# Holinka, Bahmaci
Holinka (în ucraineană Голінка) este o comună în raionul Bahmaci, regiunea Cernihiv, Ucraina, formată numai din satul de reședință.

## Demografie
Componența lingvistică a comunei Holinka
     Ucraineană (99,26%)
     Alte limbi (0,74%)
Conform recensământului din 2001, majoritatea populației comunei Holinka era vorbitoare de ucraineană (99,26%), existând în minoritate și vorbitori de alte limbi.